# Niente di nuovo sul fronte occidentale (film 2022)
Niente di nuovo sul fronte occidentale (Im Westen nichts Neues) è un film del 2022 diretto da Edward Berger.
La pellicola, terzo adattamento cinematografico dell'omonimo romanzo di Erich Maria Remarque (dopo il film del 1930 ed una versione più popolare del 1979), ha vinto l'Oscar per il miglior film internazionale oltre a ricevere altri 3 premi (miglior fotografia, miglior colonna sonora e miglior scenografia) su un totale di 9 candidature alla cerimonia del 2023.

## Trama
Il film si apre sul fronte occidentale, d'inverno, durante un attacco tedesco alle linee francesi.
Il giovane soldato Heinrich Gerber, a noi sconosciuto, si fionda nella terra di nessuno, colma di cadaveri e carcasse, vedendo con orrore la morte di Hans, suo amico, e di un altro soldato a noi anonimo. Heinrich uccide un soldato francese con una vanga, e, conseguentemente, viene ucciso a sua volta. In seguito all'attacco, i cadaveri vengono rinvenuti, e nelle retrovie delle trincee viene prelevato anche il corpo defunto di Heinrich: i cadaveri vengono spogliati del loro equipaggiamento e sepolti. Tale equipaggiamento viene spedito a una fabbrica tessile, dove le uniformi vengono lavate, pulite e fatte asciugare.
La trama si sposta poi a Wiesengrund, una cittadina tedesca, nella primavera del 1917, tre anni dopo l'inizio della prima guerra mondiale.
Paul Baumer, studente di liceo, si appresta ad andare, come di consueto, a scuola: quel giorno si sarebbe tenuta la cerimonia per celebrare gli studenti arruolati volontari nell'esercito. Paul, il cui arruolamento è stato impedito dai genitori, in particolare dalla madre, preso dalla vergogna per non poter partire, falsifica la firma del padre nel modulo di arruolamento. Paul, assieme ai suoi amici, Albert, Franz e Ludwig, anch'essi in procinto di partire, ascolta il discorso patriottico del loro professor Kantorek, il quale incita i suoi studenti alla guerra, che viene glorificata ed esaltata, e, in seguito, al campo d'addestramento riceve l'uniforme del defunto Heinrich, senza che possa anche solo immaginarlo. Dopo che il reggimento a cui appartengono viene schierato nel nord della Francia vicino a La Malmaison, nella Champagne, la visione patriottica del conflitto delle reclute viene abbattuta. Mentre Paul svuota d'acqua la trincea in cui vengono mobilitate le reclute del reggimento, fa la conoscenza di Kat, un veterano esperto che gli insegna i modi migliori per poter sopravvivere in trincea, specialmente dopo che si fa penetrare l'elmetto dal proiettile di un cecchino.
Durante la notte, l'artiglieria francese colpisce le posizioni del reggimento, e i soldati si riparano nei loro bunker: qui Paul conosce Tjaden, un altro veterano. All'improvviso, una bomba colpisce il bunker, facendone crollare le fondamenta. Paul viene sepolto dal crollo, ma sopravvive, e il giorno dopo viene rinvenuto da Albert e Franz. Dopo che si è ripreso, viene messo al lavoro: mentre raccoglie le piastrine dei soldati deceduti, Paul trova con sgomento il cadavere di Ludwig, e viene psicologicamente distrutto dalla realtà della guerra.
La trama si sposta al 7 novembre 1918: l'esercito tedesco è prosciugato, e la fine è imminente. Il diplomatico tedesco Matthias Erzberger, stanco delle crescenti perdite, si incontra con l'Alto comando tedesco per persuaderli ad avviare l'armistizio con i francesi. Nel frattempo, nelle retrovie del fronte, Paul e Kat rubano un'oca da una fattoria per condividerla con Albert, Franz e Tjaden. Dopo la consegna della posta, Kat, che è analfabeta, convince Paul a leggergli una lettera di sua moglie. Kat, sconcertato dal pensiero di tornare a casa, dice a Paul che gli unici che possono capirlo, oramai, sono lui, Albert, Franz e Tjaden. Intanto, Franz, dopo aver trascorso la notte con una ragazza francese di nome Eloise, ritorna alle baracche, con la sciarpa della ragazza.
La mattina del 9 novembre, il generale Friedrichs, a capo del reggimento, guida Erzberger e la delegazione tedesca su un treno diretto alla foresta a Compiègne per negoziare un cessate il fuoco con i francesi. Paul, Kat, Albert, Franz e Tjaden vanno in missione nella zona di smistamento ferroviario per trovare dei soldati, il loro rinforzo, solo per scoprire che sono stati uccisi tutti dal gas tossico. In seguito, Friedrichs viene informato dal colonnello Brixdorf che si sta radunando un convoglio corazzato francese vicino al fronte. Temendo un attacco, ordina quindi che il suo reggimento attacchi per primo. Quella notte, la delegazione tedesca di Erzberger raggiunge la foresta di Compiègne.
La mattina del 10 novembre, Ferdinand Foch concede 72 ore ai tedeschi per accettare i termini alleati, senza alcuno spazio per i negoziati o per un cessate il fuoco. Nel frattempo i tedeschi attaccano lungo il fronte: dopo aver preso le posizioni francesi, vengono contrattaccati da un'unità corazzata nemica, la quale li costringe alla ritirata. Paul, Albert e Kat provano a immobilizzare un carro con delle granate, mentre Franz e Tjaden si ritirano. I tre inseriscono le granate dentro i cingoli del carro, fermandolo, e poi negli sportelli interni, polverizzando la squadra al suo interno.
Il contrattacco francese, però, non si ferma. Giungono dei soldati muniti di lanciafiamme, che costringono alla ritirata la compagnia. Nel bel mezzo di essa, Albert viene ucciso dalla scarica di fuoco di un lanciafiamme. I tedeschi continuano a ritirarsi, venendo anche mitragliati dall'alto dai caccia francesi. Paul si nasconde in un cratere, dove sopraggiunge un soldato nemico, che accoltella. Vedendo il soldato agonizzare e dissanguarsi, Paul ha un crollo mentale, e viene assalito dal rimorso. Quando si fa buio, Paul ritorna alla sua unità, la quale festeggia l'imminente fine della guerra, annunciata dal governo tedesco dopo la cacciata di Guglielmo II.
Paul trova Tjaden, nell'ospedale da campo, ferito alla gamba. Paul e Kat gli portano del cibo ma Tjaden, sconvolto dalla consapevolezza di essere destinato a perdere una gamba, si uccide con una forchetta.
Intorno alle 5:00 dell'11 novembre la delegazione di Erzberger firma l'armistizio che entrerà in vigore alle 11:00. Dopo aver appreso del cessate il fuoco, Paul e Kat rubano dalla fattoria un'ultima volta, ma Kat viene colpito dal giovane figlio del contadino e muore mentre Paul lo porta in ospedale. Friedrichs, non accettando di terminare la guerra nel disonore, spedisce il reggimento alle posizioni avanzate del fronte con l'ordine di un ultimo attacco alle 10:45.
Mentre i francesi attendono l'entrata in vigore dell'armistizio ed iniziano i festeggiamenti all'interno delle loro trincee, sentono i tedeschi avanzare all'attacco con la baionetta, e si scatena un'ultima battaglia corpo a corpo. Nel corso del combattimento, Paul si trova faccia a faccia in un bunker con un soldato francese e, dopo un'iniziale colluttazione, entrambi si fermano in un attimo di coscienza senza il coraggio di uccidere un altro uomo. In questo istante, Paul viene trafitto alle spalle da un soldato francese.
Paul, ferito a morte, esce dal bunker per vedere un'ultima volta il sole e, pochi istanti prima delle 11:00, muore. Una recluta, salvata da Paul durante il combattimento, rinviene il suo cadavere, e prende dalle sue mani la sciarpa di Franz, senza raccogliere la piastrina di Paul.
Il film si conclude mostrando il fronte che, dopo quattro anni di guerra, finalmente tace.

## Personaggi
- Paul Baumer: interpretato da Felix Kammerer, è il protagonista del film; un giovane galvanizzato dal propagandismo bellico, parte volontario, mentendo sull'età, per il fronte occidentale, assieme ai suoi amici: Albert, Franz, Ludwig, dove le sue aspettative di gloria e di euforia vengono prontamente stroncate e perdute: il reggimento a cui appartiene, il 78o, deve fermarsi in un villaggio, poiché i camion servono ai reparti medici; marciando verso il fronte, il reggimento viene allertato da un innocuo bombardamento, e il tenente Hoppe decide di utilizzare ciò per un'esercitazione antigas; Paul aiuta Ludwig a mettersi la maschera, ma fatica a mettersi la propria, Hoppe lo inquadra dunque tra coloro che saranno scelti per la guardia di notte. Giunto in trincea, in mezzo alla pioggia, fa la conoscenza di Kat, un veterano, che gli insegna come adeguarsi in guerra, specialmente dopo che Paul si fa sfiorare l'armatura del suo elmetto dal proiettile di un cecchino; svuota quindi d'acqua le posizioni avanzate le quali vengono colpite, di notte, da uno sbarramento d'artiglieria, che toglie la vita a Ludwig; la sua morte avrebbe avuto, su Paul, un impatto traumatico. Paul avrebbe trovato la sua fine poco prima della conclusione del conflitto, trafitto da una baionetta di un nemico.
- Albert Kropp: interpretato da Aaron Hilmer, è uno degli amici di Paul, che si sarebbe arruolato anch'egli volontario per il conflitto. Sarebbe stato anch'egli mal inquadrato da Hoppe, per via della sua sfacciatezza, venendo quindi punito con il dovere di guardia. In seguito al bombardamento notturno, rinviene Paul, il quale era stato sepolto dal crollo del bunker, ancora in vita, con l'aiuto di Franz. Nel corso del conflitto, Albert avrebbe nutrito una mancanza interiore per la sua compagna, al che, durante una missione di ricognizione nella zona di smistamento, avrebbe raccattato il manifesto di una donna francese. Sarebbe poi morto, bruciato vivo da un lanciafiamme nemico, durante la ritirata dell'esercito tedesco.
- Franz Muller: interpretato da Moritz Klaus, Franz parte volontario per il fronte assieme a Paul, Ludwig e Albert, e viene rimproverato da Hoppe in quanto non marcia come richiesto. Durante la guerra, si sarebbe allontanato dalla sua compagnia per intrattenersi con Eloise, una ragazza della località, che gli avrebbe lasciato in dono la sua sciarpa. Sarebbe deceduto durante gli ultimi attimi del conflitto; la sua sciarpa sarebbe stata rinvenuta da Tjaden.
- Ludwig Behm: interpretato da Adrian Grunewald, Ludwig, nella classe di Wiesengrund, è tra gli arruolati più dubbiosi, ma avrebbe superato i suoi dubbi con i discorsi infiammanti di Kantorek, professore di liceo di Paul, Albert, Franz ed egli. Giunto al fronte, prova a farsi perdonare dai suoi amici, appioppandosi così una colpa impropria, ma non fa in tempo a essere graziato che viene ucciso dal bombardamento notturno nelle posizioni di pattuglia tedesche.
- Kat: interpretato da Albrecht Schuch, è il più anziano del gruppo, e il più esperto. Ha una moglie, da cui ebbe un figlio, morto nel 1908 a causa del vaiolo. In compagnia di Tjaden, è tenuto, per ordinamento non ufficioso, a istruire le reclute per il fronte. Probabilmente ateo, è oramai annichilito dal conflitto, e, in un contesto più generale, ha perso ogni certezza. Sarebbe morto di dissanguamento, a causa di una fucilata al fegato.
- Tjaden: interpretato da Edin Hasanovic, è un veterano del fronte; cieco in un occhio, ha l'ambizione, in seguito alla guerra, di restare nell'esercito, di preciso nel corpo prussiano, e di divenire gendarme. Si sarebbe suicidato con una forchetta nel collo, riluttante di vivere come un infermo, apprendendo che gli avrebbero amputato la gamba, vedendo in ciò un impedimento fatale al suo sogno.

## Produzione

### Sviluppo
Nel febbraio 2020 è stato annunciato che Edward Berger avrebbe diretto una riduzione cinematografica del romanzo di Remarque con Daniel Brühl nel ruolo di Matthias Erzberger.

### Riprese
Le riprese principali del film sono iniziate a Praga nel marzo 2021.

## Promozione
Il primo trailer del film è stato pubblicato il 5 settembre 2022.

## Distribuzione
La prima del film è avvenuta il 12 settembre 2022 in occasione del Toronto International Film Festival. La pellicola è stata resa disponibile su Netflix il 28 ottobre dello stesso anno.

## Riconoscimenti
- 2023 - Premio Oscar
  - Miglior film internazionale (Germania)
  - Miglior fotografia a James Friend
  - Miglior scenografia a Christian M. Goldbeck ed Ernestine Hipper
  - Migliore colonna sonora a Volker Bertelmann
  - Candidatura al miglior film
  - Candidatura alla migliore sceneggiatura non originale a Edward Berger, Lesley Paterson e Ian Stokell
  - Candidatura al miglior trucco e acconciatura a Heike Merker e Linda Eisenhamerová
  - Candidatura ai migliori effetti speciali a Frank Petzold, Viktor Müller, Markus Frank e Kamil Jafar
  - Candidatura al miglior sonoro a Viktor Prášil, Frank Kruse, Markus Stemler, Lars Ginzel e Stefan Korte
- 2023 - Golden Globe
  - Candidatura al miglior film straniero
- 2023 - British Academy Film Awards
  - Miglior film
  - Miglior film in lingua straniera
  - Miglior regista a Edward Berger
  - Migliore sceneggiatura non originale a Edward Berger
  - Migliore colonna sonora a Volker Bertelmann
  - Miglior fotografia a James Friend
  - Miglior sonoro a Viktor Prášil, Frank Kruse, Markus Stemler, Lars Ginzel e Stefan Korte
  - Candidatura per il miglior attore non protagonista a Albrecht Schuch
  - Candidatura per il miglior casting a Simone Bär
  - Candidatura per il miglior montaggio a Mikkel E. G. Nielsen
  - Candidatura per i migliori costumi a Lisy Christl
  - Candidatura alla migliore scenografia a Christian M. Goldbeck ed Ernestine Hipper
  - Candidatura al miglior trucco e acconciatura a Heike Merker e Linda Eisenhamerová
  - Candidatura ai migliori effetti speciali a Frank Petzold, Viktor Müller e Markus Frank